# Holmes Block
Der Holmes Block ist ein blockartiges und 1855 m hohes Felsenkliff im ostantarktischen Viktorialand. Es ragt 3 km westlich des Cooke Bluff auf der Westseite des Ruecroft-Gletschers auf.
Das Advisory Committee on Antarctic Names benannte das Kliff 1994 nach John W. Holmes, Kartograf in der Abteilung für Spezialkarten des United States Geological Survey von 1951 bis 1977.